# Радојка Шверко
Радојка Шверко (Пазин, 9. април 1948) југословенска је и хрватска певачица. Позната је по свом раскошном гласу (алт) и учешћу на бројним фестивалима широм Хрватске, бивше Југославије и Европе. Радојка Шверко се сврстава у ред највећих хрватских певачица, уз Јосипу Лисац, Терезу Кесовију, Габи Новак и друге.
На једном фестивалу на Канарским острвима (Шпанија) 1969. године, освојила је друго место (првобитно је својила прво место, али је поновним, контроверзним пребројавањем на то место ипак доведен аргентински певач Пјеро), те је била боље пласирана и од британског певача Дејвида Боувија.

## Фестивали
- Наш свијет, трећа награда, '69

Oscar Malta International:
- Балалајке, прва награда, '69

Palma de Mallorca:
- Оток љубави, трећа награда, '69
- Isla del amor, трећа награда, '70

Rio de Janeiro:
- Свијет је мој, друга награда, '70
- Балада о сњежној невјести, '71

Caracas:
- Ја знам свој пут, '71

International Song Festival Sopot, Пољска:
- Fragile, седмо место, '74

Tokyo:
- Нек нам срце пјева, награда за интерпретацију, '76

Curacao:
- Опусти се / Sleep well my love, прва награда, '86
- Green, green, green, друга награда, '88

Ваш шлагер сезоне, Сарајево:
- Истина је моје право, '71
- Наш свијет, '72
- Растанак ипак није лак, награда за најбољу интерпретацију, '77
- Не љуби ме више никада у тами, победничка песма, '87

Опатија:
- Ljubav je važna stvar, '69
- V deželi trav, '70
- Има нетко, четврто место, '74
- Остани још једну ноћ (са групом Сан), '75
- Дуг је пут до љубави, '76
- Одлази човјече, '84

Београдско пролеће:
- Двије сузе, '74
- Ниси као некада, '75

Сплит:
- Ano hito wa, '69
- Куд плови овај брод, прва награда стручног жирија, Сребрни грб града Сплита, '70
- Један сусрет, '71
- Љето без сунца, 72
- Конистра матере моје, '73
- Било гдје да одем , '74
- Ка сваки вал, '77 (Вече далматинске шансоне)
- Ништа нова, ништа нова (Вече далматинске шансоне), '80
- Ти си тај, '85
- Нек'још једном свирају, награда за најбољу интерпретацију, '87
- Прострили ме златном стрилом, друга награда стручног жирија и награда за текст, '89
- Љубим те до бола (Вече Устанак и море), '89
- Још миришу кушини, '90
- Прокуративо, '91
- Твоја ћу остат, '92
- Жена, награда за аранжман и друга награда стручног жирија, '93
- Путовање, награда за најбољу интерпретацију, '94
- Лантерна, прва награда жирија, '95
- Лицем у лице (Вече Далматински акварели), друга награда стручног жирија, 2005

Загреб:
- Прича о једној бијелој хаљини, '70
- Негдје у магли, '77, друга награда публике
- Најљепша су јутра на твом рамену, '80
- Ја бих хтјела, '83
- C'est la vie, победничка песма (Вече шансона), '83
- Заустави се љубави, '84
- У поноћ (Вече шансона), '84
- Живот мој, '85
- Љубав, '86
- Распјеване воде (Вече нових трендова шансоне), '86
- Мени је љубав све на свијету била, друго место, '87
- Кад' сам немирна у сну, награда стручног жирија и плакета СОКОЈ-а за најбоље дело у целини, '89
- Казнит ће ме небо ради тебе, '90
- Заувијек, '94
- Ношени пјеном валова, '95

Мелодије Истре и Кварнера:
- Липи капетан / Вали ми носе барку (дует са Витом Дундаром), '66
- Вавек си ва срцу / Липо ми је (дует са Далибором Бруном), '68
- Ћа ће рећ / Дивојке из Оштарије, '69
- Ziemmer frei, '71
- Пупа, трећа награда публике и награда стручног жирија, '76
- Нисан шла за тен, награда Златни микрофон за интерпретацију и награда за текст, '94
- Va dihe mora (са женском клапом Лука), трећа награда публике, награда стручног жирија и награда за најбољи аранжман, '95
- Bracolet, прва награда публике, прва награда стручног жирија, победничка песма, '96
- Плаче стара леса, прва награда публике, трећа награда стручног жирија, победничка песма, '97
- Кад сан ти била, прва награда публике, победничка песма, '98
- Ча биш сад отел, награда Златни микрофон за интерпретацију, '99

Скопље:
- Сети се, '70
- Нема повратка, '71

Југословенски избор за Евросонг:
- Ти си уклета лађа, Београд '70
- Бијели сан, друго место, Сарајево '72

Словенска попевка:
- Најино полетје, '72

Златният Орфей, Бугарска:
- Old wine, '72

Славонија, Славонска Пожега:
- Чекајући дику, '74

World song festival in Seul:
- Little love song, друга награда, '80

	Los Angeles:
- Yes, we could try my friend, награда за аранжман, '84

МЕСАМ:
- Још те сањам, награда за интерпретацију, '87

Макфест, Штип:
- Тебе те нема, '87

Chansonfest:
- Остављаш ме саму, 98

Далматинска шансона, Шибеник:
- Добро јутро сунце моје, '99
- Твоја ћу остат (Вече старих песама), '99
- Море и ти (са групом Риверс), награда за интерпретацију, 2003

Задар:
- Пљесак више нема ништа с тим , 2000

Крапина:
- Кај би рекли једно другом, '87
- Как плаче Славичек, 2002